# 博喜圖
博喜圖，蒙古鑲黄旗人，世居汪秦地方。曾任護軍校。
康熙十三年十二月二十三，從清軍征伐四川至朝天關的叛亂，偽将王屏藩等分兵環攻清軍，博喜圖力戰陣亡。